# Фернандо Рієра
Фернандо Рієра (ісп. Fernando Riera, нар. 27 червня 1920, Сантьяго — пом. 23 вересня 2010, Сантьяго) — чилійський футболіст, що грав на позиції нападника. По завершенні ігрової кар'єри — тренер.
Виступав, зокрема, за клуб «Універсідад Католіка», а також національну збірну Чилі. Перший чилійський футболіст, який виступав за європейський футбольний клуб.
Як тренер — триразовий чемпіон Португалії, чемпіон Уругваю та чемпіон Аргентини, а також єдиний фахівець, який здобув зі збірною Чилі медалі на чемпіонатах світу.

## Клубна кар'єра
У дорослому футболі дебютував 1937 року виступами за команду клубу «Уніон Еспаньйола», в якій провів один сезон.

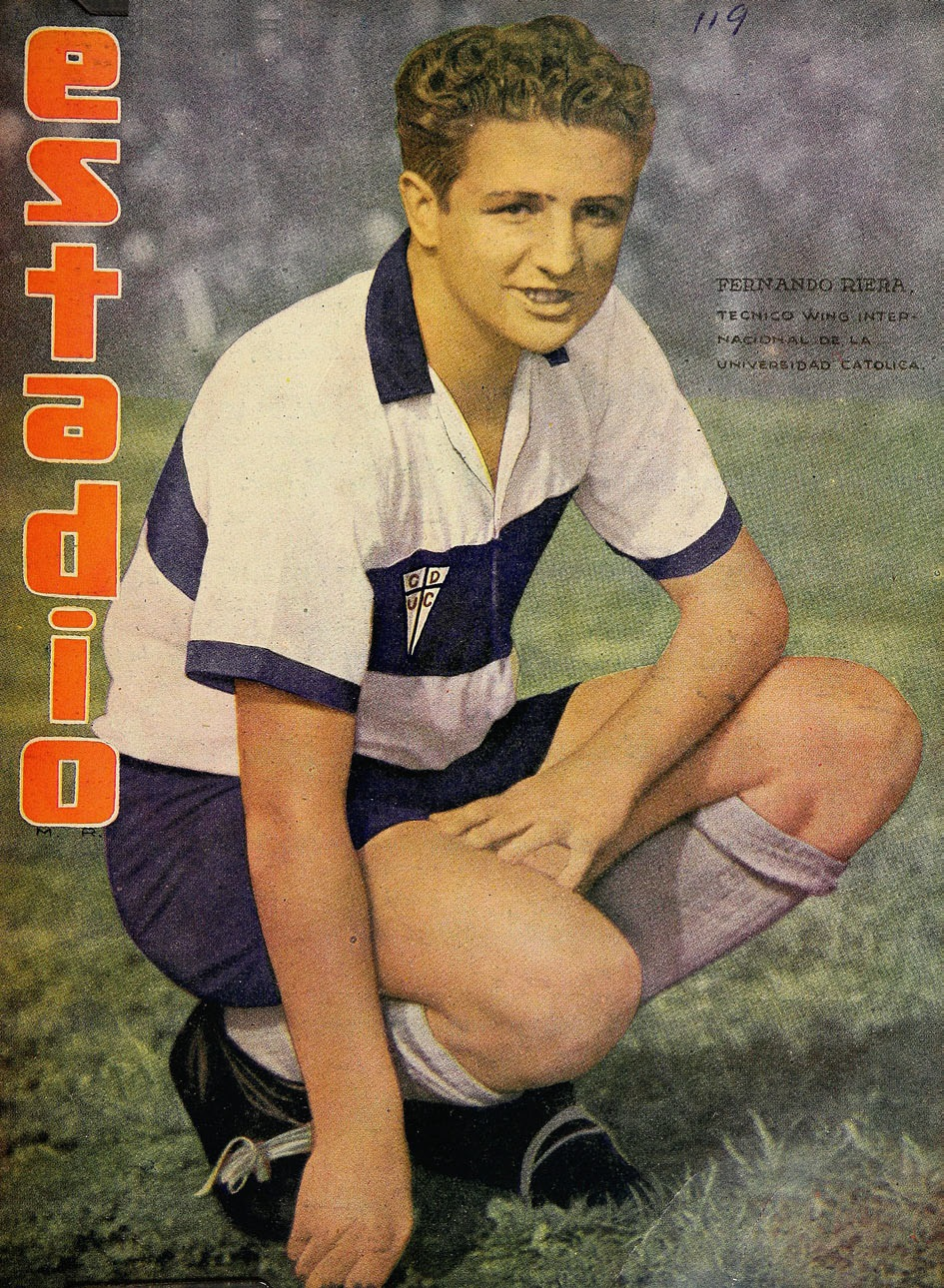
Фернандо Рієра у 1945 році під час виступів за «Універсідад Католіка».

Своєю грою за цю команду привернув увагу представників тренерського штабу клубу «Універсідад Католіка», до складу якого приєднався 1939 року. Відіграв за команду із Сантьяго наступні одинадцять сезонів своєї ігрової кар'єри. З клубом він виграв чемпіонат Чилі в 1949 році, перший чемпіонський титул «Універсідада» в історії клубу.
У 1950 році Рієра покинув Південну Америку і поїхав у Францію, щоб виступати за клуб «Реймс», ставши першим чилійським футболістом, який виступав у Європі. 
1953 року Рієра повернувся в Південну Америку, де виступав за венесуельський клуб «Васко» (Каракас).
Завершив професійну ігрову кар'єру у французькому клубі «Руан», за який виступав протягом сезону 1953/54 років.

## Виступи за збірну
1942 року дебютував в офіційних матчах у складі національної збірної Чилі. 
У складі збірної брав участь у трьох чемпіонатах Південної Америки: 1942 року, де чилійці зайняли передостаннє шосте місце, 1947 року в Еквадорі, в якому збірна Чилі була четвертою, а Рієра забив два м'ячі у турнірі, а також 1949 року у Бразилії, де Чилі була п'ятою, а Рієра відзначився забитим м'ячем. 
Наступного року був у заявці збірної на чемпіонаті світу 1950 року у Бразилії, де зіграв у одному матчі проти збірної США (5:2), забивши гол, проте його збірна не вийшла з групи.
Протягом кар'єри у національній команді, яка тривала 9 років, провів у формі головної команди країни лише 17 матчів, забивши 4 голи.

## Кар'єра тренера
Розпочав тренерську кар'єру відразу ж по завершенні кар'єри гравця, 1954 року, очоливши тренерський штаб португальського «Белененсеша».
1958 року став головним тренером збірної Чилі і тренував команду чотири роки. Тренував команду на домашньому чемпіонаті світу 1962 року, на якому команда здобула бронзові нагороди, вперше і, наразі, єдиний раз.
Після «мундіалю» Рієра очолив португальську «Бенфіку», з якою виграв в першому ж сезоні чемпіонат Португалії, а також дійшов з командою до фіналу Кубка європейських чемпіонів, після чого повернувся до Південної Америки, де працював з чилійським клубом «Універсідад Католіка» та уругвайським «Насьйоналем».
1966 року знову став тренером «Бенфіки», з якою пропрацював до 1968 року, вигравши ще два чемпіонати Португалії.
1968 року Рієра знову недовго очолював тренерський штаб команди «Універсідад Католіка», після чого 1969 року став головним тренером іспанського «Еспаньйола», проте тренував барселонський клуб лише один рік.
Згодом протягом 1970—1972 років очолював тренерський штаб клубу «Бока Хуніорс», з яким 1970 року став чемпіоном Аргентини.
1972 року прийняв пропозицію попрацювати у клубі «Порту». Залишив клуб з Порту 1973 року, ставши головним тренером іспанської команди «Депортіво», але також у команді надовго не затримався.
1974 року був запрошений керівництвом французького «Марселя», проте того ж року очолив «Спортінг» і, таким чином, став одним з небагатьох тренерів, що за кар'єру встиг потренувати усі три португальських гранди.
1975 року став головним тренером команди «Монтеррей», тренував команду з Монтеррея до 1978 року, з невеликою перервою на роботу у «Палестіно» в 1977 році.
Після цього у 1978–1982 та 1985–1988 роках знову був головним тренером команди «Універсідад де Чилі», а в переві між цими періодами встиг потренувати «Евертон» (Вінья-дель-Мар).
Останнім місцем тренерської роботи був клуб «Монтеррей», головним тренером команди якого Фернандо Рієра був з 1988 по 1989 рік.
Також Рієра був першим тренером збірної світу, яка 23 жовтня 1963 року у Лондоні на «Вемблі» зустрілася зі збірною Англії у «матчі століття» з нагоди 100-річчя організованого британського футболу. Рієра запросив до складу збірної світу Альфредо Ді Стефано, Джалму Сантуса, Еусебіу, Карла-Гайнца Шнеллінгера, Луїса Ейсагірре, Пако Хенто, Раймона Копа, Йозефа Масопуста та Льва Яшина, який відстояв перший тайм «сухим». Проте після заміни Яшина в 2-му таймі на Милутина Шошкича англійці забили 2 голи і виграли 2:1, а єдиний гол команди Рієри забив шотландець Деніс Лоу.
Помер Фернандо 23 вересня 2010 року на 91-му році життя у рідному місті Сантьяго.

## Титули і досягнення

### Як гравця
- Чемпіон Чилі (1):

«Універсідад Католіка»: 1949

### Як тренера
- Чемпіон Португалії (3):

«Бенфіка»: 1962–63, 1966–67, 1967–68
- Чемпіон Уругваю (1):

«Насьйональ»: 1966
- Чемпіон Аргентини (1):

«Бока Хуніорс»: 1970
- Володар Кубка Чилі (3):

«Палестіно»: 1977
«Універсідад де Чилі»: 1979
«Евертон» (Вінья-дель-Мар): 1984
- Бронзовий призер чемпіонату світу: 1962